# Forges-les-Bains
Forges-les-Bains és un municipi francès, situat al departament de l'Essonne i a la regió de Illa de França. L'any 2007 tenia 3.671 habitants.
Forma part del cantó de Dourdan, del districte de Palaiseau i de la Comunitat de comunes del País de Limours.

## Demografia

### Població
El 2007 la població de fet de Forges-les-Bains era de 3.671 persones. Hi havia 1.316 famílies, de les quals 268 eren unipersonals (126 homes vivint sols i 142 dones vivint soles), 370 parelles sense fills, 611 parelles amb fills i 67 famílies monoparentals amb fills.
La població ha evolucionat segons el següent gràfic:
Habitants censats

### Habitatges
El 2007 hi havia 1.423 habitatges, 1.339 eren l'habitatge principal de la família, 36 eren segones residències i 48 estaven desocupats. 1.183 eren cases i 222 eren apartaments. Dels 1.339 habitatges principals, 1.059 estaven ocupats pels seus propietaris, 247 estaven llogats i ocupats pels llogaters i 33 estaven cedits a títol gratuït; 33 tenien una cambra, 90 en tenien dues, 174 en tenien tres, 249 en tenien quatre i 793 en tenien cinc o més. 1.159 habitatges disposaven pel capbaix d'una plaça de pàrquing. A 470 habitatges hi havia un automòbil i a 824 n'hi havia dos o més.

### Piràmide de població
La piràmide de població per edats i sexe el 2009 era:
| Homes | Edats   | Dones |
| ----- | ------- | ----- |
| 0     | 95 o +  | 4     |
| 4     | 90 a 94 | 0     |
| 4     | 85 a 89 | 16    |
| 4     | 80 a 84 | 0     |
| 28    | 75 a 79 | 16    |
| 16    | 70 a 74 | 28    |
| 60    | 65 a 69 | 48    |
| 48    | 60 a 64 | 48    |
| 92    | 55 a 59 | 68    |
| 136   | 50 a 54 | 140   |
| 116   | 45 a 49 | 100   |
| 136   | 40 a 44 | 144   |
| 148   | 35 a 39 | 160   |
| 112   | 30 a 34 | 100   |
| 88    | 25 a 29 | 96    |
| 92    | 20 a 24 | 84    |
| 116   | 15 a 19 | 132   |
| 204   | 10 a 14 | 140   |
| 116   | 5 a 9   | 160   |
| 72    | 0 a 4   | 100   |

## Economia
El 2007 la població en edat de treballar era de 2.551 persones, 1.932 eren actives i 619 eren inactives. De les 1.932 persones actives 1.838 estaven ocupades (970 homes i 868 dones) i 94 estaven aturades (45 homes i 49 dones). De les 619 persones inactives 200 estaven jubilades, 273 estaven estudiant i 146 estaven classificades com a «altres inactius».

### Ingressos
El 2009 a Forges-les-Bains hi havia 1.324 unitats fiscals que integraven 3.722 persones, la mediana anual d'ingressos fiscals per persona era de 26.687,5 €.

### Activitats econòmiques
Dels 150 establiments que hi havia el 2007, 3 eren d'empreses alimentàries, 8 d'empreses de fabricació d'altres productes industrials, 27 d'empreses de construcció, 24 d'empreses de comerç i reparació d'automòbils, 7 d'empreses de transport, 4 d'empreses d'hostatgeria i restauració, 7 d'empreses d'informació i comunicació, 2 d'empreses financeres, 8 d'empreses immobiliàries, 35 d'empreses de serveis, 17 d'entitats de l'administració pública i 8 d'empreses classificades com a «altres activitats de serveis».
Dels 38 establiments de servei als particulars que hi havia el 2009, 1 era una oficina de correu, 2 tallers de reparació d'automòbils i de material agrícola, 1 establiment de lloguer de cotxes, 8 paletes, 4 guixaires pintors, 4 fusteries, 3 lampisteries, 4 electricistes, 4 empreses de construcció, 1 perruqueria, 4 restaurants i 2 agències immobiliàries.
Dels 9 establiments comercials que hi havia el 2009, 3 eren botiges de menys de 120 m², 3 fleques, 2 botigues de material esportiu i 1 una joieria.
L'any 2000 a Forges-les-Bains hi havia 19 explotacions agrícoles que ocupaven un total de 690 hectàrees.

## Equipaments sanitaris i escolars
L'únic equipament sanitari que hi havia el 2009 era una farmàcia.
El 2009 hi havia 1 escola maternal i 1 escola elemental.

## Poblacions més properes
El següent diagrama mostra les poblacions més properes.